# Вабр (Тарн)
Вабр (фр. и окс. Vabre) — коммуна во Франции, находится в регионе Юг — Пиренеи. Департамент — Тарн. Входит в состав кантона От-Тер-д’Ок. Округ коммуны — Кастр.
Код INSEE коммуны — 81305.

## География

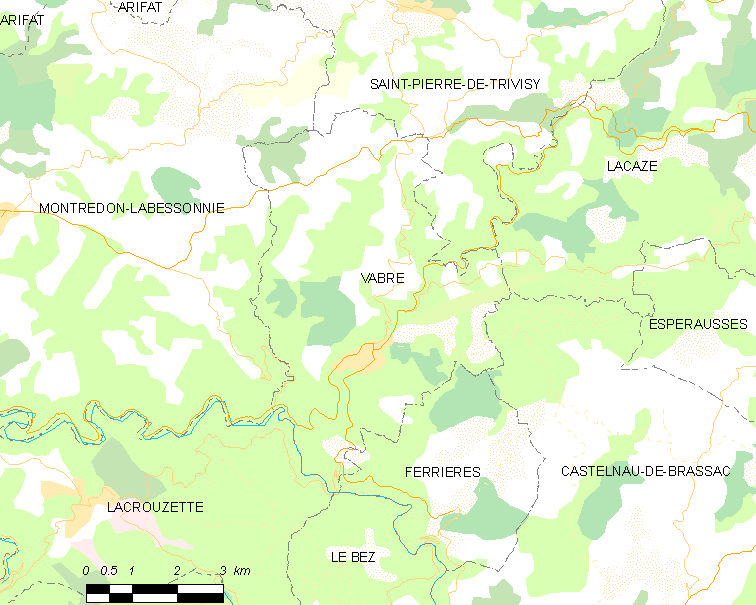
Карта коммуны

Коммуна расположена приблизительно в 580 км к югу от Парижа, в 80 км восточнее Тулузы, в 35 км к юго-востоку от Альби.
На юге коммуны протекают реки Агу и Жижу.

## Климат
Климат умеренно-океанический. Зима мягкая и дождливая, лето жаркое с частыми грозами. Ветры довольно редки.

## Население
Население коммуны на 2010 год составляло 806 человек.
| 1962 | 1968 | 1975 | 1982 | 1990 | 1999 | 2010 |
| ---- | ---- | ---- | ---- | ---- | ---- | ---- |
| 1415 | 1285 | 1119 | 1062 | 927  | 822  | 806  |

## Администрация
| Период | Период | Фамилия       | Партия       | Примечания |
| ------ | ------ | ------------- | ------------ | ---------- |
| 1971   | 1995   | Жан-Мари Арно |              |            |
| 1995   | 2008   | Жак Пажес     | беспартийный |            |
| 2008   | 2020   | Клод Кюлье    |              |            |

## Экономика
В 2007 году среди 468 человек в трудоспособном возрасте (15—64 лет) 318 были экономически активными, 150 — неактивными (показатель активности — 67,9 %, в 1999 году было 65,4 %). Из 318 активных работали 267 человек (159 мужчин и 108 женщин), безработных было 51 (22 мужчины и 29 женщин). Среди 150 неактивных 27 человек были учениками или студентами, 74 — пенсионерами, 49 были неактивными по другим причинам.

## Достопримечательности
- Средневековые городские стены (XIII век). Исторический памятник с 1994 года.[4]
- Три фахверковых дома на Рю Вьей (XVII век). Исторический памятник с 1993 года.[5]
- Музей протестантизма.

## Фотогалерея

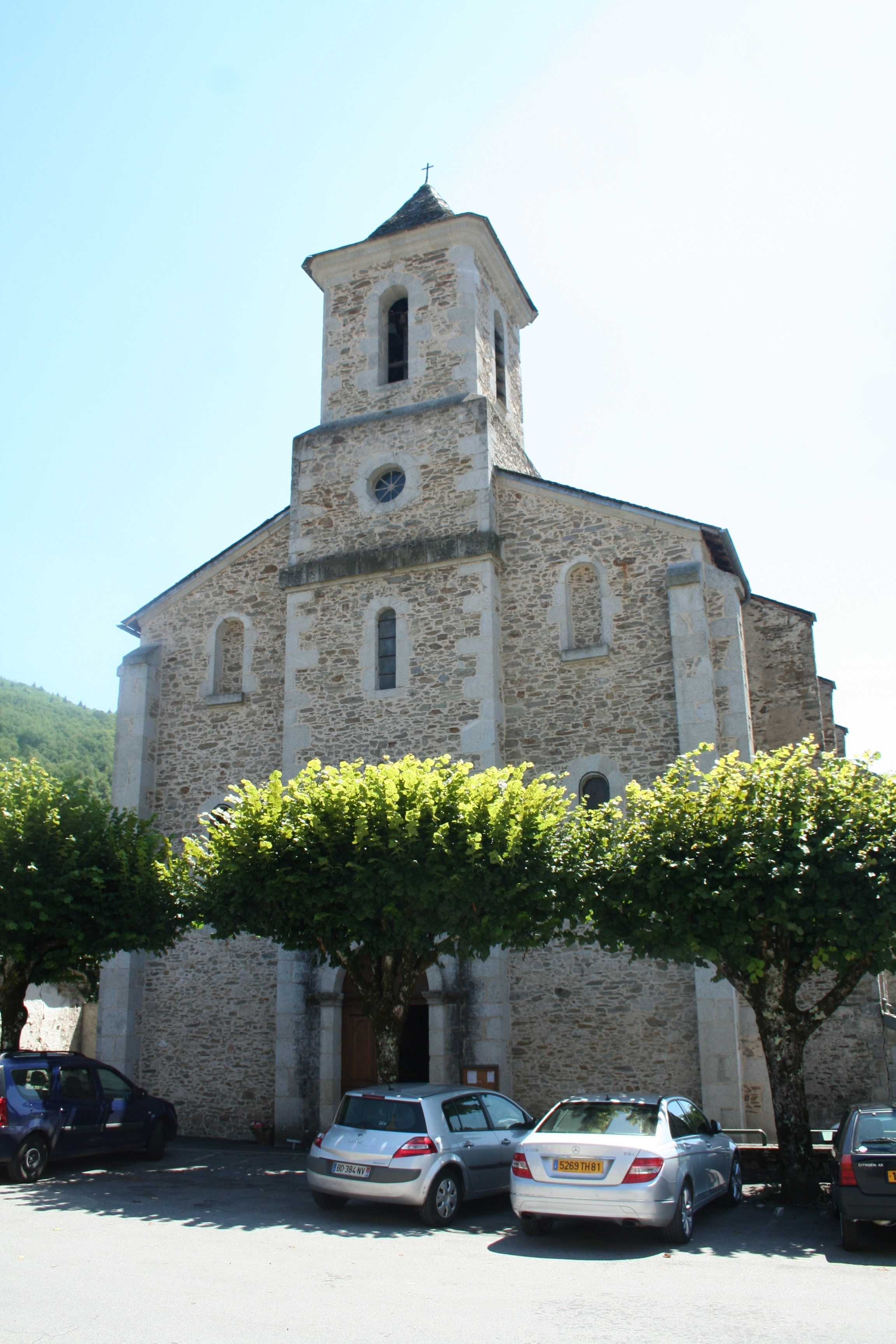
Церковь Св. Анны
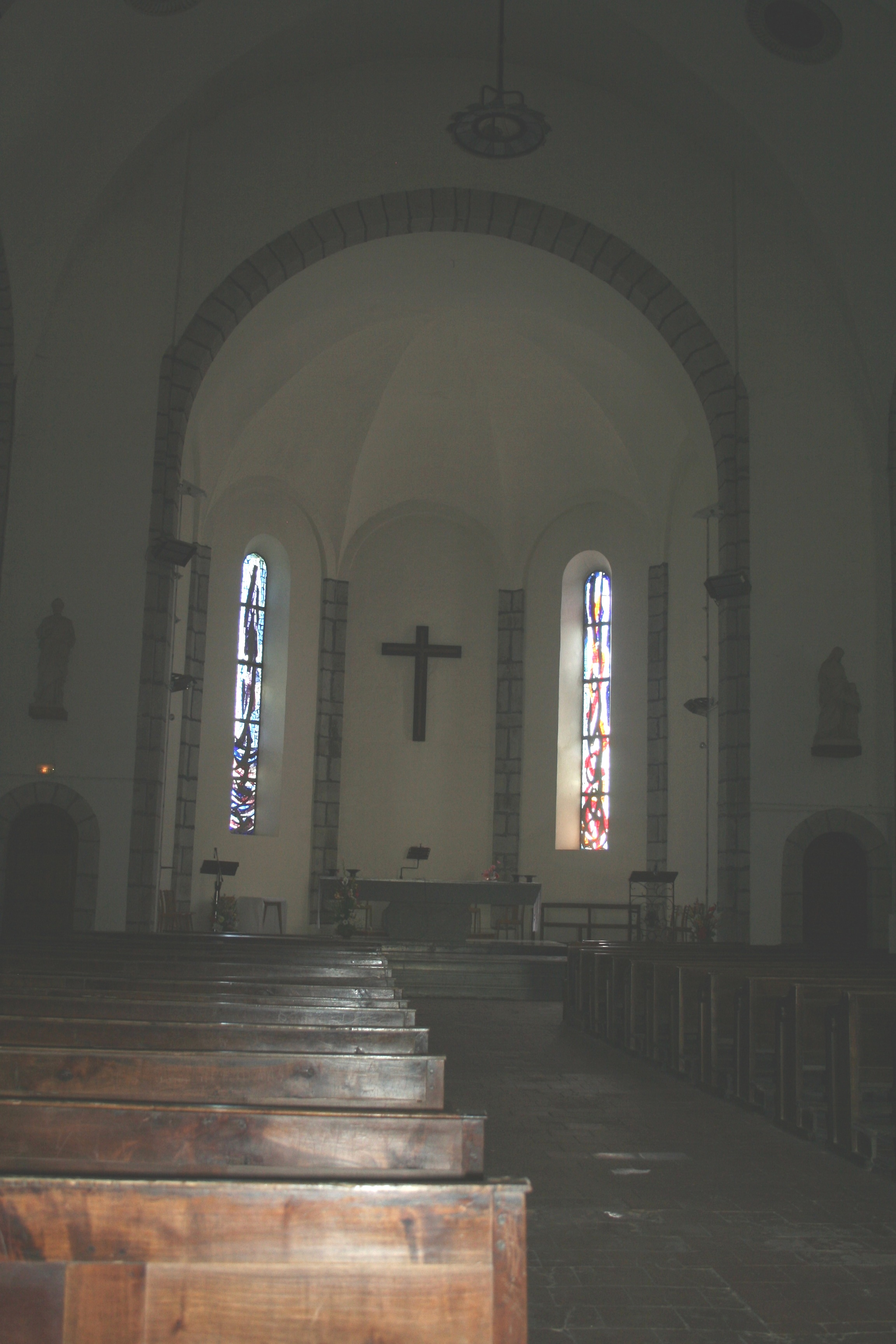
Интерьер церкви Св. Анны
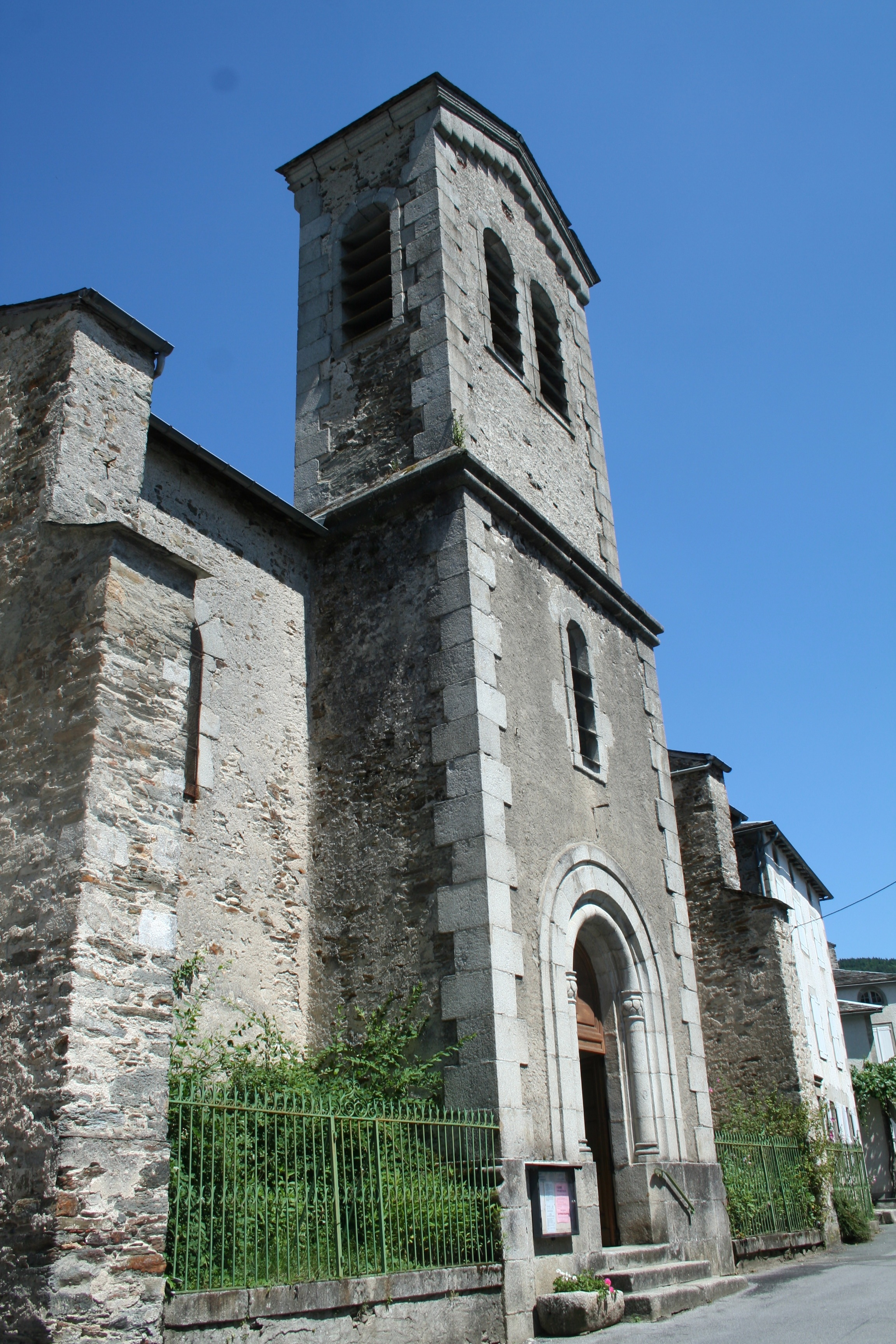
Протестантский храм
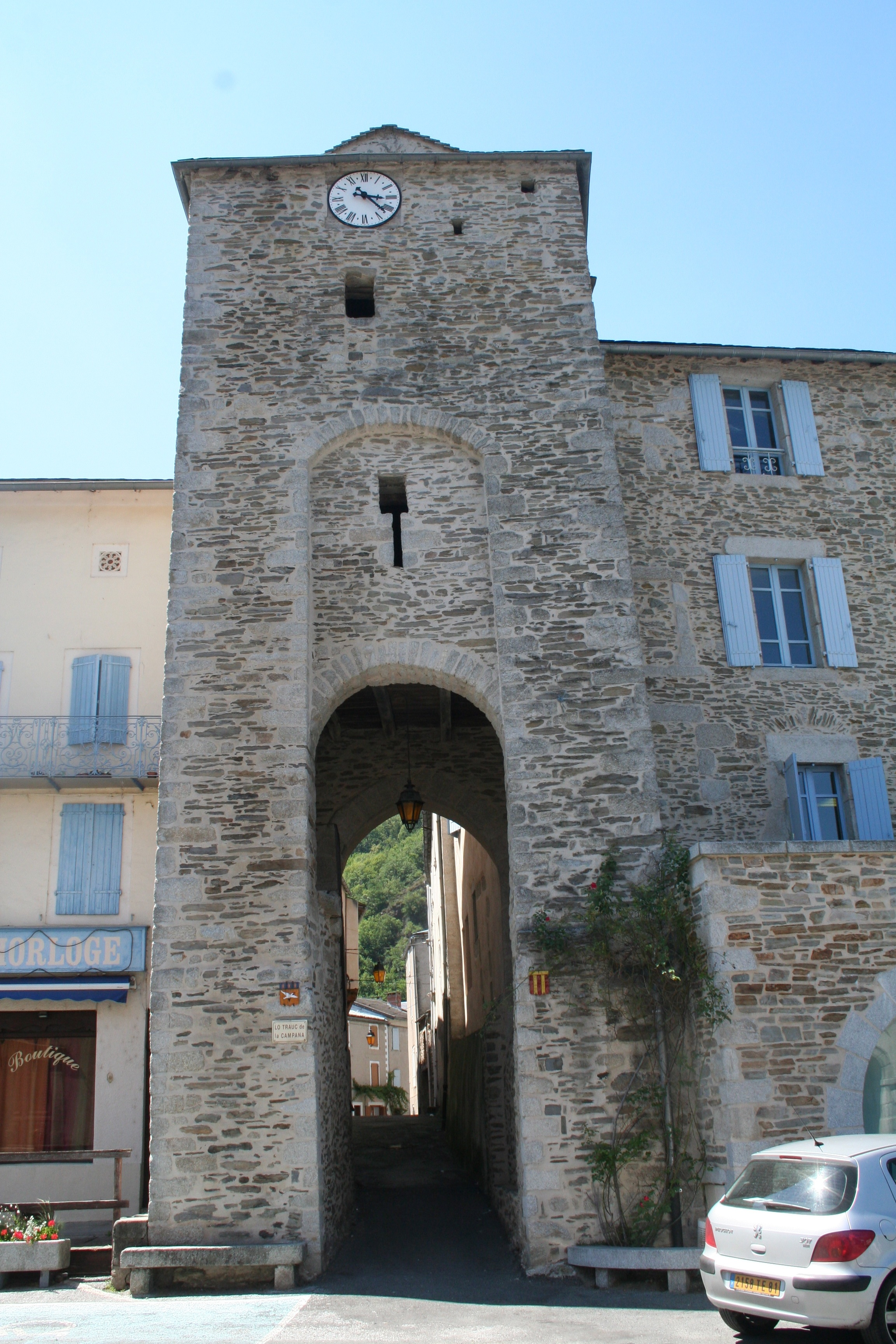
Городские ворота
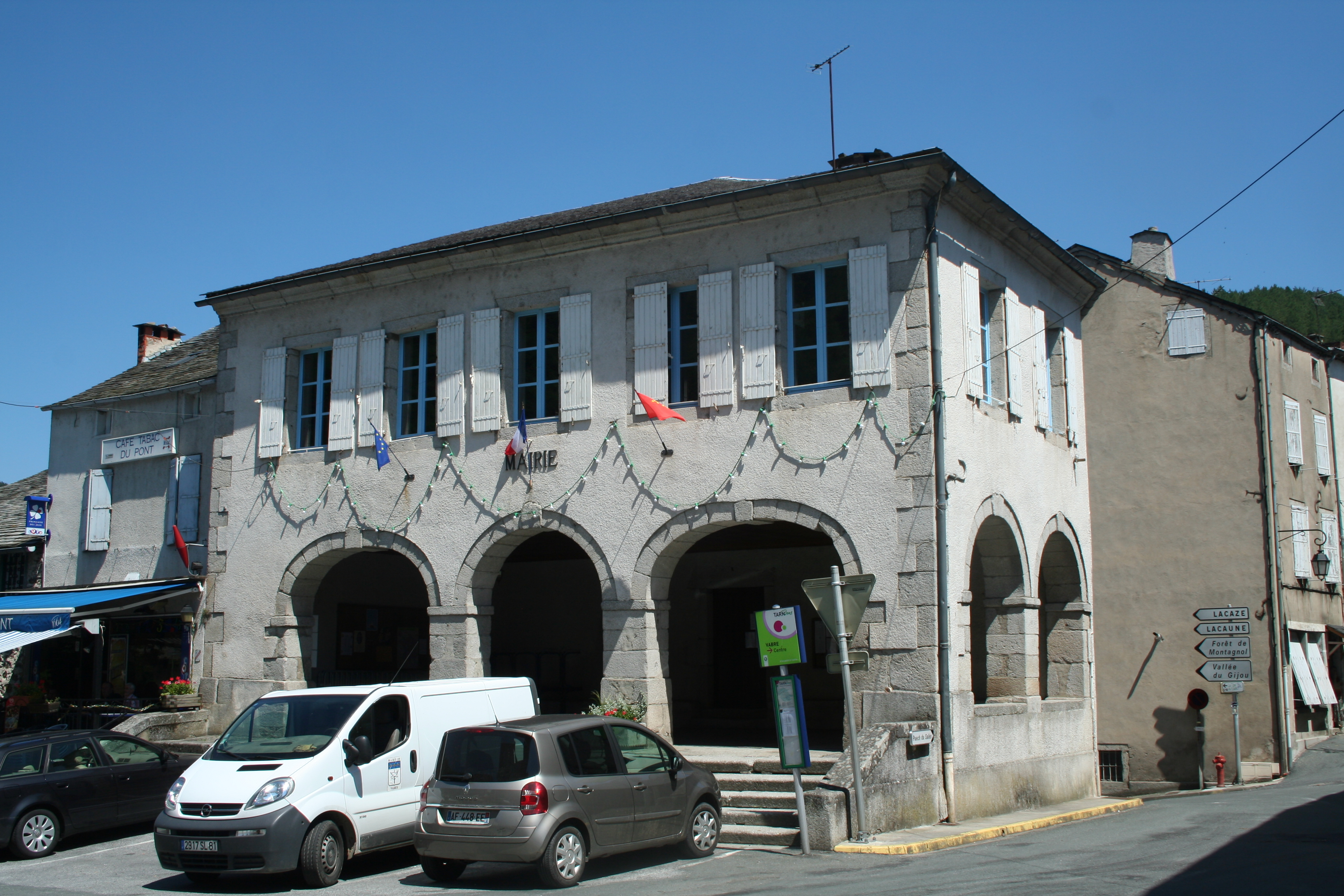
Мэрия
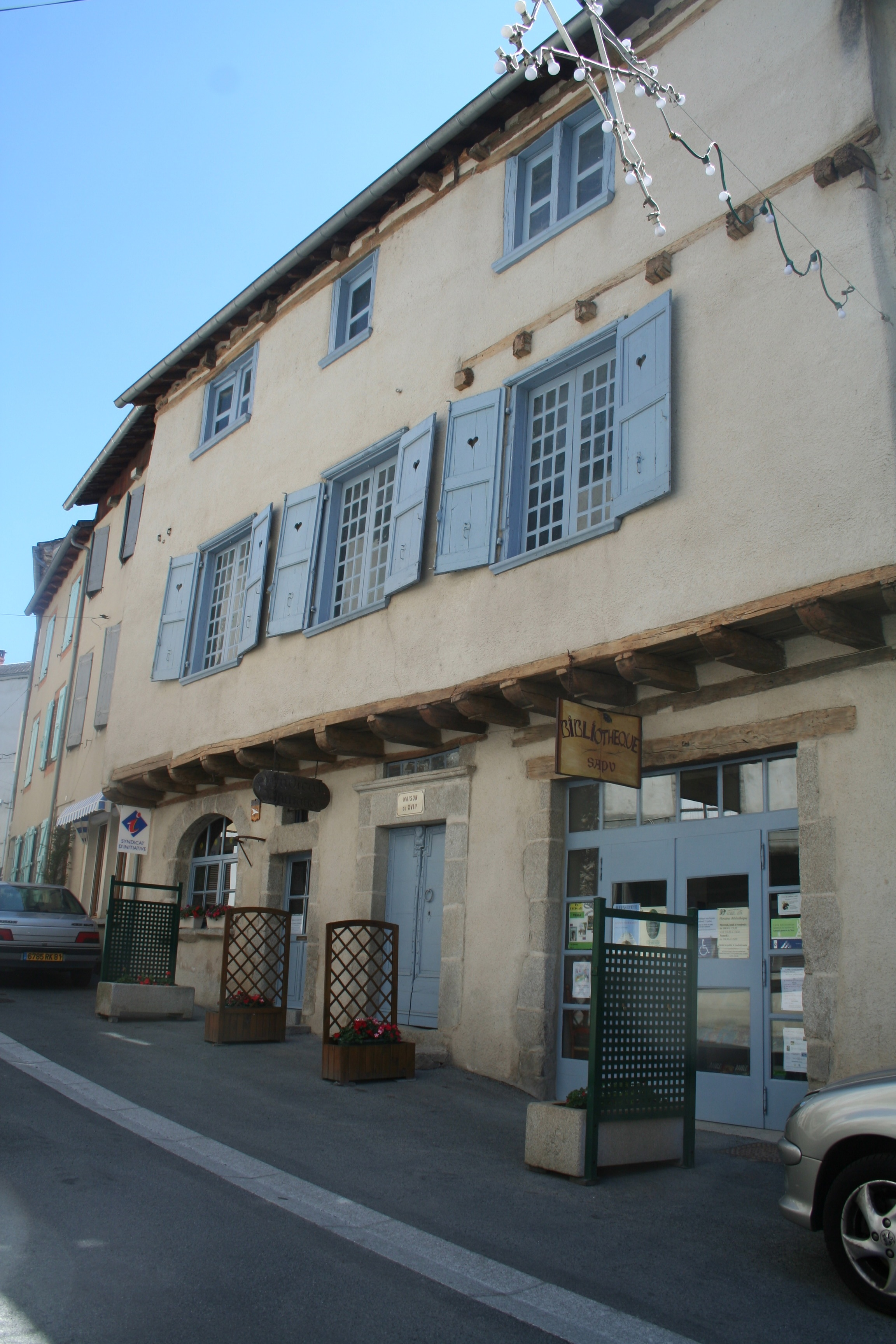
Фахверковый дом
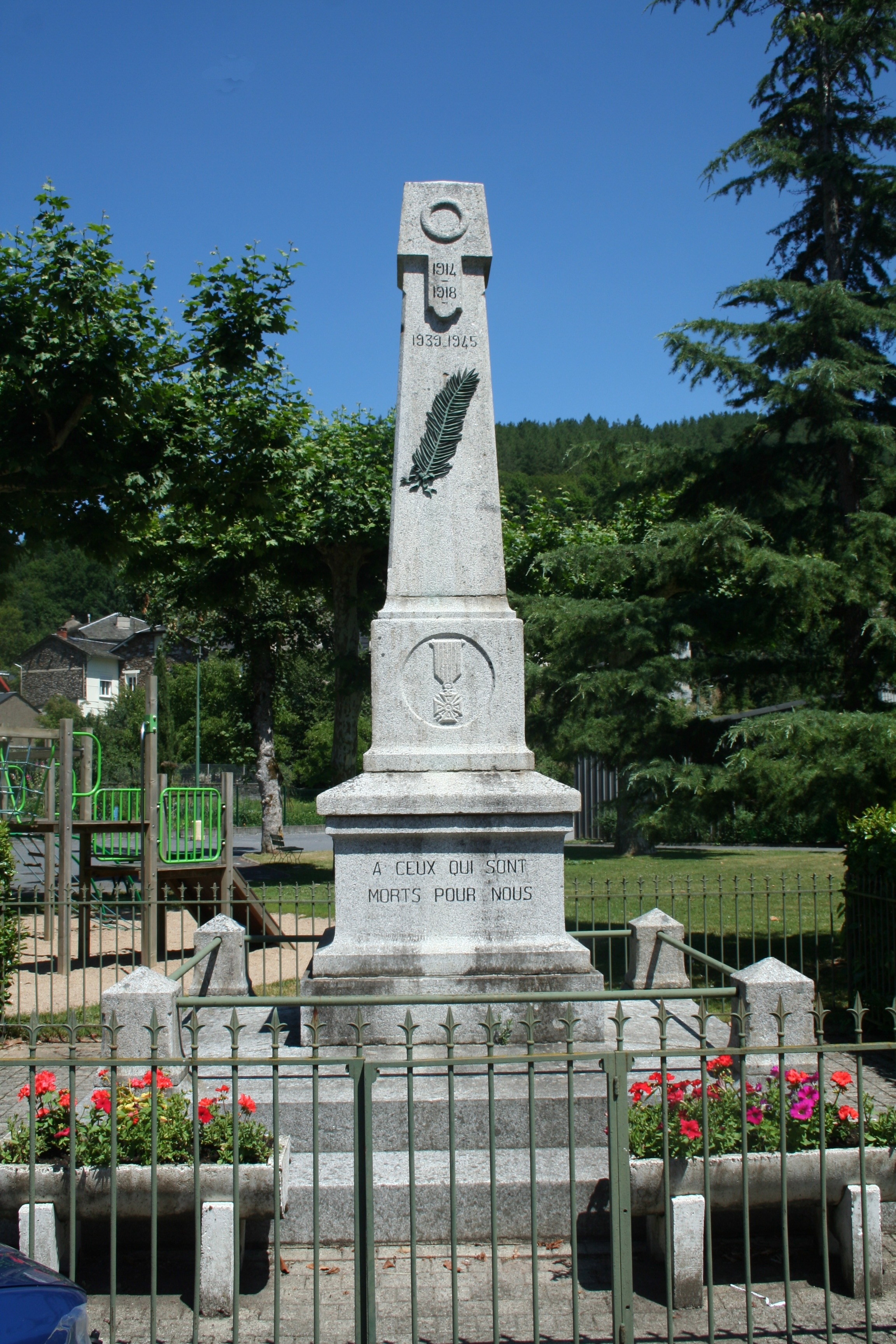
Военный мемориал
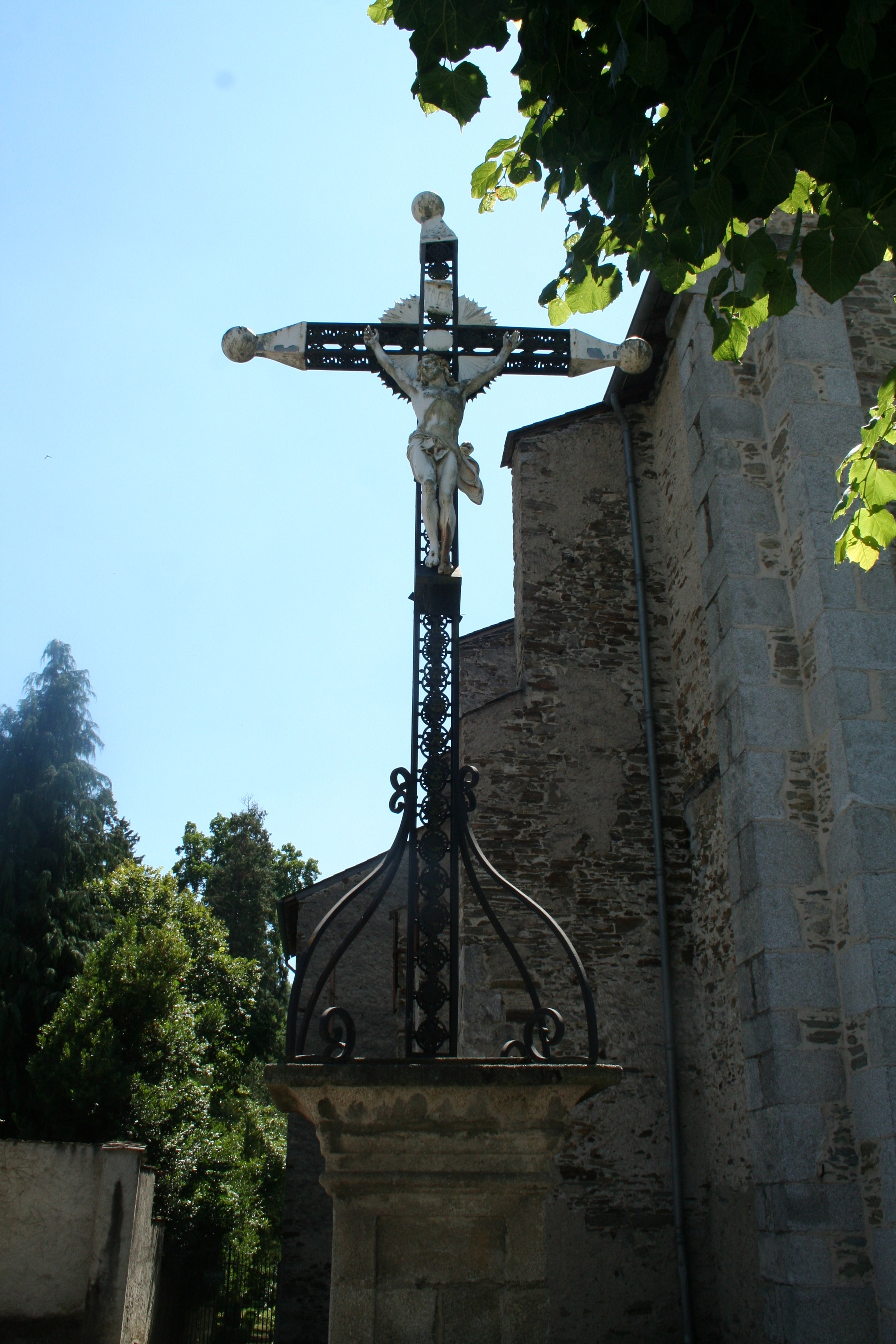
Крест